# Vlag van Mohéli

Vlag van Mohéli (ratio 2:3)

De vlag van Mohéli bestaat uit een geel veld met een rode ster. Hij lijkt op de vlag van Vietnam. De vlag werd aangenomen in 2003. Hij vervangt de vorige vlag, die werd aangenomen toen Mohéli in 2002 een autonoom eiland werd. Mohéli separatisten voerden vroeger een rode vlag met gele hijs, gebaseerd op de vlag die gebruikt werd tijdens het bewind van sultan Jumbe Fatima bint Abderremane in de 19e eeuw.

## Geschiedenis

Vlag van het Sultanaat Mwali (1830-1868)
Vlag van het Sultanaat Mwali (1868-1871)
Vlag van het Sultanaat Mwali (1871-1886)
Vlag van het Sultanaat Mwali (1886-1891)
Vlag van het Sultanaat Mwali (1891–1904)
Vlag van koningin Djoumbé Fatima (1842-1867) Separatistische vlag (1997-1998)
Officiële vlag (2002-2003)